# Guangdong Nanzi Paiqiu Dui 2014-2015
Questa voce raccoglie le informazioni riguardanti il Guangdong Nanzi Paiqiu Dui nelle competizioni ufficiali della stagione 2014-2015.

## Organigramma societario
Area tecnica
- Allenatore: Li Wenlin

## Rosa
| N° | Nome            | Ruolo | Data di nascita   | Nazionalità sportiva |
| -- | --------------- | ----- | ----------------- | -------------------- |
| 1  | Han Tianyi      | S     | 26 ottobre 1995   | Cina                 |
| 2  | Huang Zhijian   | C     | 6 maggio 1993     | Cina                 |
| 3  | Huang Yongkang  | C     | 19 agosto 1994    | Cina                 |
| 4  | Wang Xiangshuai | S     | 2 marzo 1994      | Cina                 |
| 5  | Liang Zhenhui   | S/O   | 15 gennaio 1993   | Cina                 |
| 6  | Lyu Xinyu       | S     | 10 luglio 1994    | Cina                 |
| 7  | Hao Zhaopeng    | S/O   | 14 febbraio 1983  | Cina                 |
| 8  | Wu Haotian      | S     | 6 luglio 1995     | Cina                 |
| 9  | Zhong Qichao    | L     | 15 aprile 1993    | Cina                 |
| 10 | Wang Xinglong   | S     | 18 febbraio 1994  | Cina                 |
| 11 | Yan Tingwei     | P     | 5 febbraio 1993   | Cina                 |
| 12 | Sun Dongwei     | S     | 27 gennaio 1996   | Cina                 |
| 13 | Zhu Jianming    | P     | 28 giugno 1993    | Cina                 |
| 14 | Wu Yulin        | S     | 12 ottobre 1993   | Cina                 |
| 15 | Wang Diwen      | S/O   | 12 aprile 1993    | Cina                 |
| 16 | Zhang Jingqi    | C     | 20 aprile 1993    | Cina                 |
| 17 | Wang Guoli      | C     | 6 febbraio 1995   | Cina                 |
| 18 | Chen Jiajie     | L     | 17 settembre 1995 | Cina                 |
| 19 | Huang Chao      | S     | 2 maggio 1989     | Cina                 |

## Mercato
| Acquisti | Acquisti     | Acquisti | Acquisti   |
| R.       | Nome         | da       | Modalità   |
| -------- | ------------ | -------- | ---------- |
| S/O      | Han Tianyi   | Shanghai | prestito   |
| S/O      | Hao Zhaopeng | ?        | ?          |
| S        | Yan Tingwei  | Shanghai | definitivo |

| Cessioni | Cessioni   | Cessioni | Cessioni   |
| R.       | Nome       | a        | Modalità   |
| -------- | ---------- | -------- | ---------- |
| C        | Chen Yang  | Beijing  | definitivo |
| P        | Mao Tianyi | Bayi     | definitivo |

## Risultati

### Volleyball League A

#### Regular season

##### Prima fase
| 1ª giornata - 16 novembre 2014 Luwan Gymnasium, Shanghai                     | Shanghai  | 3 - 0 | Guangdong | 25-14, 25-20, 25-19               |
| 2ª giornata - 20 novembre 2014 Guangzhou Sport University Gymnasium, Canton  | Guangdong | 3 - 2 | Liaoning  | 25-27, 31-29, 25-16, 19-25, 15-12 |
| 3ª giornata - 23 novembre 2014 Laiwu City Gymnasium, Laiwu                   | Shandong  | 3 - 0 | Guangdong | 25-9, 25-21, 25-15                |
| 4ª giornata - 27 novembre 2014 Fujian Normal University Gymnasium, Fuzhou    | Fujian    | 3 - 0 | Guangdong | 25-16, 25-18, 25-14               |
| 5ª giornata - 30 novembre 2014 Ziyang Stadium, Ziyang                        | Sichuan   | 3 - 0 | Guangdong | 25-20, 25-17, 25-20               |
| 6ª giornata - 4 dicembre 2014 Guangzhou Sport University Gymnasium, Canton   | Guangdong | 0 - 3 | Shanghai  | 20-25, 20-25, 19-25               |
| 7ª giornata - 7 dicembre 2014 Liao Stadium, Liaoyang                         | Liaoning  | 3 - 2 | Guangdong | 18-25, 25-22, 12-25, 25-20, 15-13 |
| 8ª giornata - 11 dicembre 2014 Guangzhou Sport University Gymnasium, Canton  | Guangdong | 0 - 3 | Shandong  | 21-25, 18-25, 19-25               |
| 9ª giornata - 14 dicembre 2014 Guangzhou Sport University Gymnasium, Canton  | Guangdong | 1 - 3 | Sichuan   | 25-23, 24-26, 20-25, 20-25        |
| 10ª giornata - 18 dicembre 2014 Guangzhou Sport University Gymnasium, Canton | Guangdong | 2 - 3 | Fujian    | 25-20, 18-25, 24-26, 25-17, 11-15 |

##### Seconda fase
| 11ª giornata - 21 dicembre 2014 Shijiazhuang Zhongshan Stadium, Shijiazhuang | Hebei     | 3 - 2 | Guangdong | 23-25, 17-25, 26-24, 25-10, 17-15 |
| 12ª giornata - 25 dicembre 2014 Shaoxing City Gymnasium, Shaoxing            | Zhejiang  | 3 - 0 | Guangdong | 29-27, 25-23, 32-30               |
| 13ª giornata - 28 dicembre 2014 Guangzhou Sport University Gymnasium, Canton | Guangdong | 0 - 3 | Hebei     | 20-25, 20-25, 19-25               |
| 14ª giornata - 1º gennaio 2015 Guangzhou Sport University Gymnasium, Canton  | Guangdong | 3 - 2 | Zhejiang  | 19-25, 25-19, 25-22, 22-25, 15-11 |

#### Challenge match
| Gara 1 - 11 febbraio 2015 Tianjin Sports Center, Tientsin              | Tianjin   | 2 - 3 | Guangdong | 25-19, 25-19, 21-25, 21-25, 8-15 |
| Gara 2 - 13 febbraio 2015 Guangzhou Sport University Gymnasium, Canton | Guangdong | 3 - 1 | Tianjin   | 25-18, 25-19, 23-25, 25-19       |

## Statistiche

### Statistiche di squadra
| Competizione        | Punti | In casa | In casa | In casa | In trasferta | In trasferta | In trasferta | Totale | Totale | Totale |
| Competizione        | Punti | G       | V       | P       | G            | V            | P            | G      | V      | P      |
| ------------------- | ----- | ------- | ------- | ------- | ------------ | ------------ | ------------ | ------ | ------ | ------ |
| Volleyball League A | 6     | 8       | 3       | 5       | 8            | 1            | 7            | 16     | 4      | 12     |
| Totale              | -     | 8       | 3       | 5       | 8            | 1            | 7            | 16     | 4      | 12     |

G = partite giocate; V = partite vinte; P = partite perse

### Statistiche dei giocatori
| Giocatore | Volleyball League A | Volleyball League A | Volleyball League A | Volleyball League A | Volleyball League A | Totale | Totale | Totale | Totale | Totale |
| Giocatore | P                   | PT                  | AV                  | MV                  | BV                  | P      | PT     | AV     | MV     | BV     |
| --------- | ------------------- | ------------------- | ------------------- | ------------------- | ------------------- | ------ | ------ | ------ | ------ | ------ |
| Chen J.   | ?                   | ?                   | ?                   | ?                   | ?                   | ?      | ?      | ?      | ?      | ?      |
| Han T.    | ?                   | 203                 | 170                 | 18                  | 15                  | ?      | 203    | 170    | 18     | 15     |
| Hao Z.    | ?                   | ?                   | ?                   | ?                   | ?                   | ?      | ?      | ?      | ?      | ?      |
| Huang C.  | ?                   | ?                   | ?                   | ?                   | ?                   | ?      | ?      | ?      | ?      | ?      |
| Huang Y.  | ?                   | ?                   | ?                   | ?                   | ?                   | ?      | ?      | ?      | ?      | ?      |
| Huang Z.  | ?                   | 119                 | 92                  | 11                  | 16                  | ?      | 119    | 92     | 11     | 16     |
| Liang Z.  | ?                   | ?                   | ?                   | ?                   | ?                   | ?      | ?      | ?      | ?      | ?      |
| Lyu X.    | ?                   | ?                   | ?                   | ?                   | ?                   | ?      | ?      | ?      | ?      | ?      |
| Sun D.    | ?                   | ?                   | ?                   | ?                   | ?                   | ?      | ?      | ?      | ?      | ?      |
| Wang D.   | ?                   | ?                   | ?                   | ?                   | ?                   | ?      | ?      | ?      | ?      | ?      |
| Wang G.   | ?                   | ?                   | ?                   | ?                   | ?                   | ?      | ?      | ?      | ?      | ?      |
| Wang XS.  | ?                   | ?                   | ?                   | ?                   | ?                   | ?      | ?      | ?      | ?      | ?      |
| Wang XL.  | ?                   | ?                   | ?                   | ?                   | ?                   | ?      | ?      | ?      | ?      | ?      |
| Wu H.     | ?                   | ?                   | ?                   | ?                   | ?                   | ?      | ?      | ?      | ?      | ?      |
| Wu Y.     | ?                   | ?                   | ?                   | ?                   | ?                   | ?      | ?      | ?      | ?      | ?      |
| Yan T.    | ?                   | ?                   | ?                   | ?                   | ?                   | ?      | ?      | ?      | ?      | ?      |
| Zhang J.  | ?                   | ?                   | ?                   | ?                   | ?                   | ?      | ?      | ?      | ?      | ?      |
| Zhong Q.  | ?                   | ?                   | ?                   | ?                   | ?                   | ?      | ?      | ?      | ?      | ?      |
| Zhu J.    | ?                   | ?                   | ?                   | ?                   | ?                   | ?      | ?      | ?      | ?      | ?      |

P = presenze; PT = punti totali; AV = attacchi vincenti; MV = muri vincenti; BV = battute vincenti